# 斯帕伦贝格城堡
斯帕伦贝格城堡，也被称为斯帕伦堡（德語： 或Sparrenburg），是德国比勒费尔德的一座堡垒。它位于条顿堡森林中的斯帕伦贝格山上（海拔180米），比市中心高出60米。它目前的外观主要起源于16和19世纪。斯帕伦堡被认为是比勒菲尔德的地标。

## 历史

### 起源

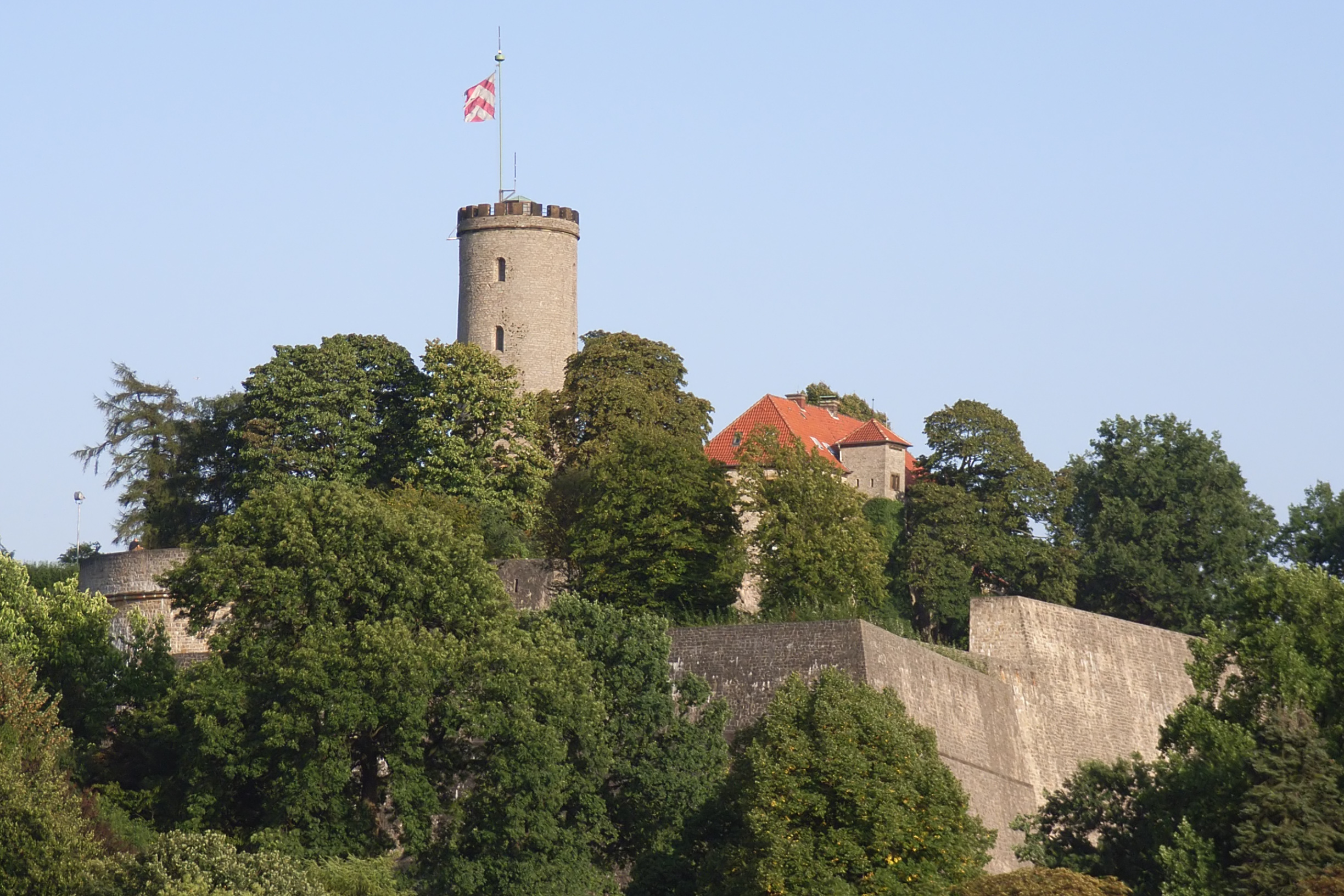
斯帕伦堡

斯帕伦贝格城堡是在公元1250年前由拉文斯贝格伯爵建造的一座城堡。它守护着条顿堡森林上方的比勒费尔德山口，同时也是拉文斯贝格伯爵的统治地，并保护可能在1200年左右建立的比勒费尔德市。由于保护性城堡的建造通常早于城镇的建立，因此可以推测这里曾有一座更古老的城堡。1256年，这座城堡首次在记录中被提及。
1346年，拉文斯贝格伯爵伯纳德去世，没有子嗣。随着他的去世，拉文斯贝格的血统也随之消失。这座城堡通过婚姻转让给了尤利希-贝格的格哈德一世伯爵，后者自1338年起与伯纳德的侄女玛加蕾特结婚，其作为统治者的功能也随之丧失。1377年11月18日，皇帝查理四世在城堡过夜。从1410年到1428年，斯帕伦堡最后一次作为统治者的所在地，为拉文斯堡的威廉二世伯爵服务，他来自统治伯格公国的尤利希家族。1511年，斯帕伦贝格城堡再次易手。尤利希-伯格公爵威廉四世，同时也是拉文斯堡的伯爵，去世了。郡和城堡被移交给他的女婿克莱沃公爵约翰三世。

### 重建为堡垒

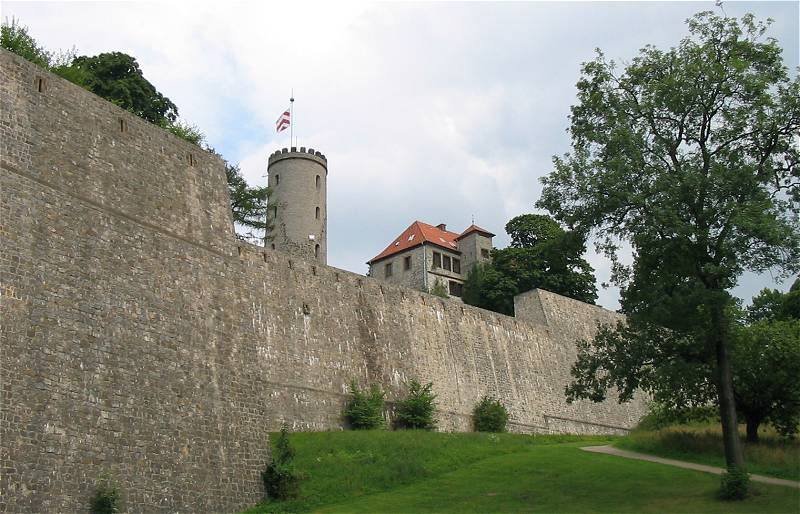
斯帕伦贝格堡垒的一部分

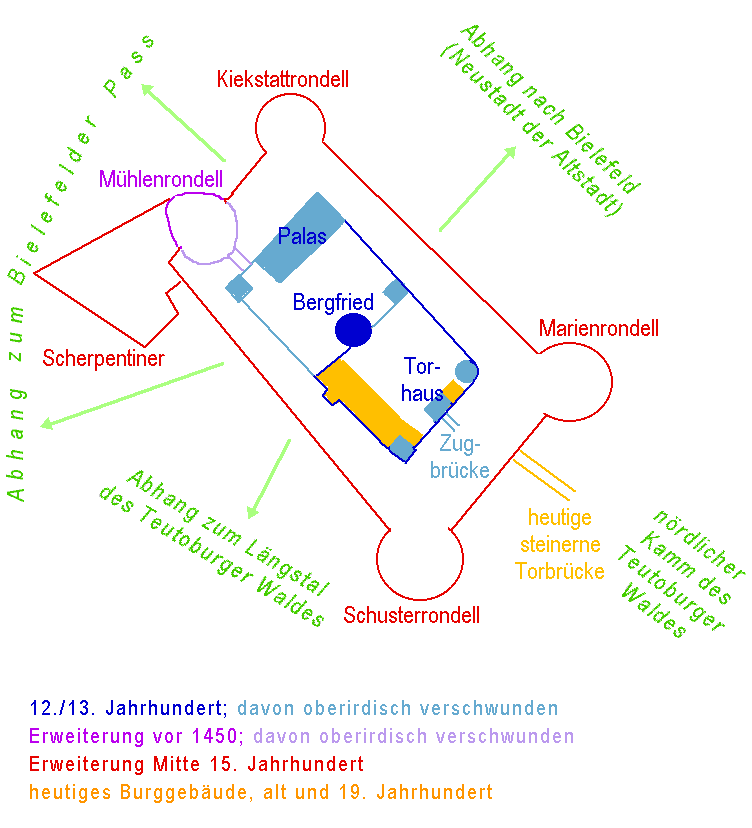
斯帕伦堡的建造历史。中世纪城堡和主楼的确切位置尚不清楚。因此，它在图中的位置只是推测性的。

随着火药的发现以及大炮和其他火器的使用越来越多，拉文斯贝格的新伯爵和斯帕伦堡的所有者克莱沃公爵下令将城堡扩建为近代的堡垒，可以承受攻城炮的轰击，也能使用自己的大炮。
1530年左右，在西部增加了一个圆形堡垒，只能通过一座桥从城堡本身进入，从那里可以用大炮控制比勒费尔德山口。
在1535年开始的一些初步工作之后，从1556年起，意大利堡垒建筑大师亚历山德罗·帕斯夸里尼和他的儿子管理着重建工作，1578年完成，创造了威斯特法伦最大的堡垒。旧城堡现在被一个平台和高大的防御墙所包围。除了原来西边的堡垒，要塞的其他三个角落都安装了圆形堡垒，西边的堡垒被扩展成一个尖形的堡垒，以进一步提高对山口的控制。

### 军事使用
1609年，尤利希的最后一位公爵约翰·威廉去世，没有男性后代。1609年，由主要继承人勃兰登堡选帝侯约翰·西吉斯蒙德和诺伊堡沃尔夫冈·威廉公爵安排的集体政府失败，并在尤利希王位继承战争中达到高潮。1612年，城堡因地震而受损。由于1614年签署的克桑滕条约结束了继承冲突，城堡被移交给勃兰登堡-普鲁士，后者立即将占领权授予其荷兰同盟者。荷兰的占领于1615年11月生效。
1623年，在三十年战争过程中，荷兰人不得不在约翰三世冯里特贝格伯爵率领的西班牙人压倒性的攻势前退却。1625年，勃兰登堡的根特上校在拉文斯堡农民的帮助下试图重新征服斯帕伦堡，但没有成功。1636年，瑞典人和黑森人围攻西班牙人将近一年，才不得不在1637年交出要塞。1642年，他们将斯帕伦堡留给了他们的法国盟友。
1648年，威斯特伐利亚和约确认了与勃兰登堡-普鲁士的隶属关系。在接下来的几年里，大选帝侯腓特烈·威廉曾多次在城堡停留，他的两个孩子在那里出生。
在法荷战争期间，斯帕伦堡成功地抵抗了最后一次围攻，1673年对明斯特的军队，1679年对法国军队。

### 衰落与浪漫的翻新
在17世纪末，斯帕伦堡不再满足军事要求。因此，它的一部分被用作监狱，一部分遭受衰落。外墙经普鲁士国王腓特烈二世同意被拆除，并用于建造55号兵营，该兵营仍然位于汉斯-萨克斯大街。
在19世纪城堡浪漫主义的进程中，斯帕伦堡塔改造委员会在比勒费尔德成立，并于1842-43年重建了塔。
1879年，比勒费尔德市以8,934.90马克的价格从普鲁士手中买下了这个建筑群，尽管其原始价值被评估为70,000.00马克。经过对建筑设计的长期讨论，在对建筑的设计进行了长时间的讨论之后，新的大礼堂建筑于1886年开始建造。1888年4月24日，这座带有舞厅、餐厅和博物馆房间的哥特式建筑正式开放。
1900年，弗里茨·沙珀制作的大选侯腓特烈·威廉纪念碑竖立在庭院中，而拉文斯贝格名义上的最后一位伯爵威廉二世也在场。

### 战争破坏和修复

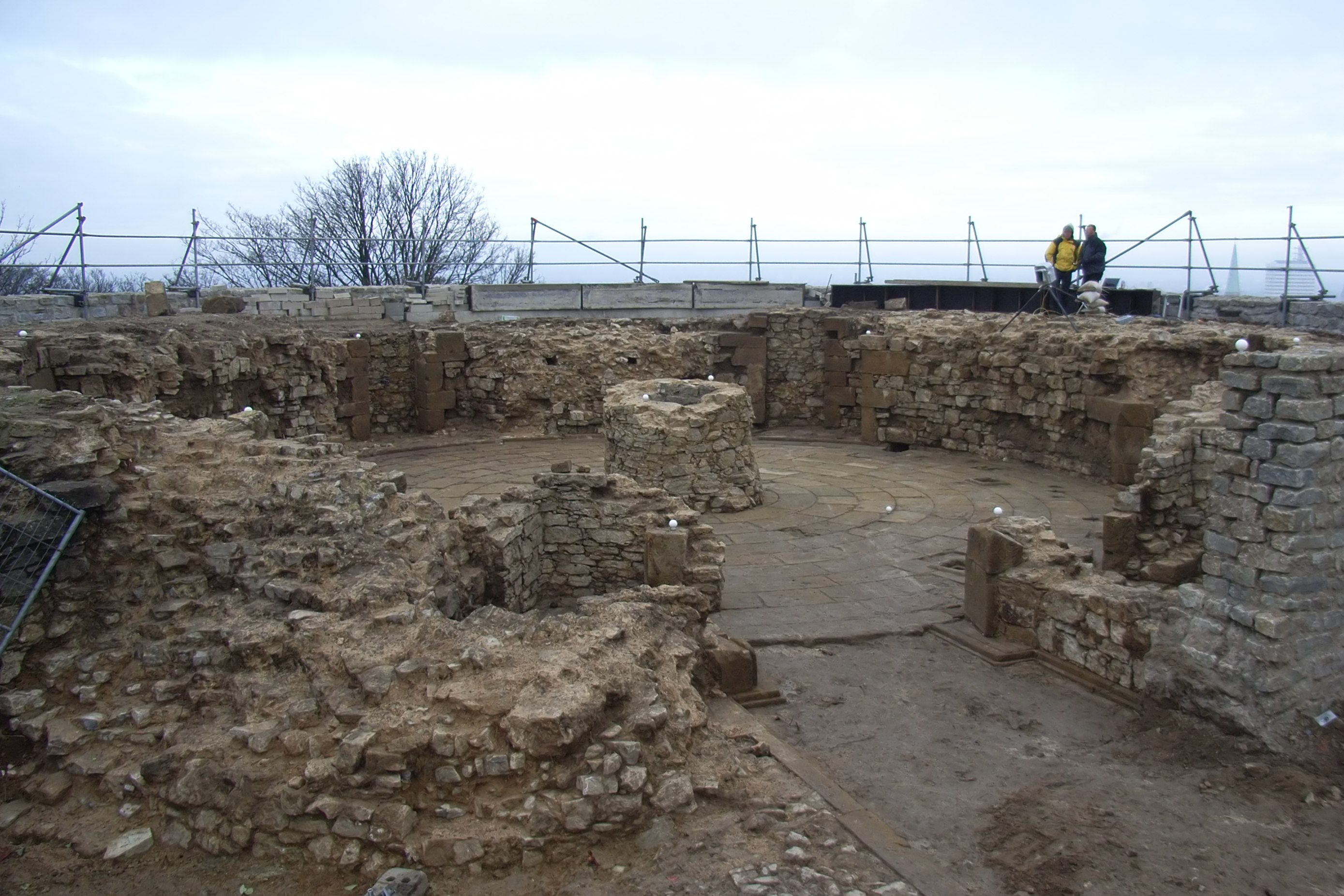
凯克斯塔特圆环的发掘现场

二战期间用作高射炮位的斯帕伦堡在1944年9月30日对比勒费尔德的空袭中遭到严重破坏；只有塔完好无损。
从1948年到1987年，不断进行清理和修复工作。从1955年到1983年，德国扑克牌博物馆被安置在重建的庄园大楼内。
在最近的翻修期间，在北边的凯克斯塔特圆环上发现了堡垒的实际地板。它比现在的水平面低3米。此外，还发现了通往地下墓穴的楼梯。自2007年起，如何进一步开展修复工作已明确。
由马克斯·杜德勒设计的位于城堡庭院东南边缘的新游客中心于2014年9月开放。在这个80平方米（860平方英尺）的单层建筑内，集成了博物馆礼品店、售票处和小卖部。

## 观光和活动

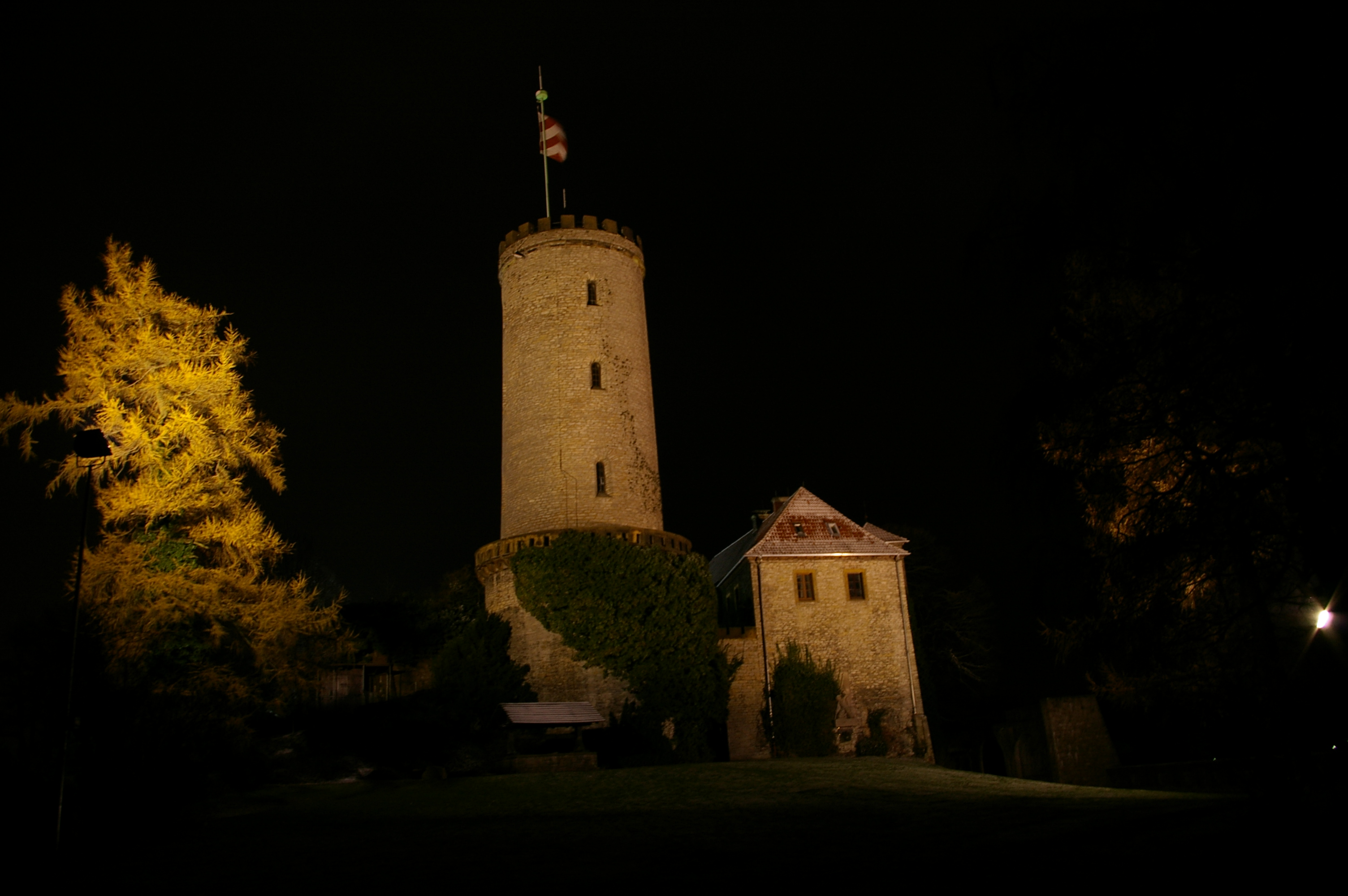
夜晚的斯帕伦堡

斯帕伦堡的地上部分全年都可以免费参观。城堡的其他部分从4月到10月每天都可以参观，包括登上37米的塔楼和285米的地下走廊的前面部分。地下走廊的西北部除了每年有三次参观之外，是不能进入的，因为那里是蝙蝠的栖息地。
每年7月的最后一个周末举行的斯帕伦堡节是吸引人的节庆，狂欢节和商人在这里重现中世纪的生活方式。
为了在经济上保证建筑群的保护和修复，兴起了“为城堡提供一块石头”的活动，在这里，只要捐款，就可以认领城堡墙上的一块石头。对于更多的捐款，可以在石头上进行个人雕刻。总共有3,100块石头被认领。自2006年底以来，认领的可能性不再存在，因为雕刻的石头被用于铺设城堡的圆环。考虑到预计750万欧元的修复费用，比勒费尔德市镇人基金会将继续寻求更多的捐赠，即使在认领结束后。

## FFH栖息地
斯帕伦堡的公园是蝙蝠的重要觅食栖息地，城堡的地下拱顶被大约10种蝙蝠用作栖息地。因此，这些建筑和周围的公园被指定为FFH区域（FFH编号3917-301，面积约6公顷）。目标物种主要是彼氏鼠耳蝠、沼鼠耳蝠和大鼠耳蝠，它们在城堡里有过冬的栖息地。